# Leon Campbell (Astronom)

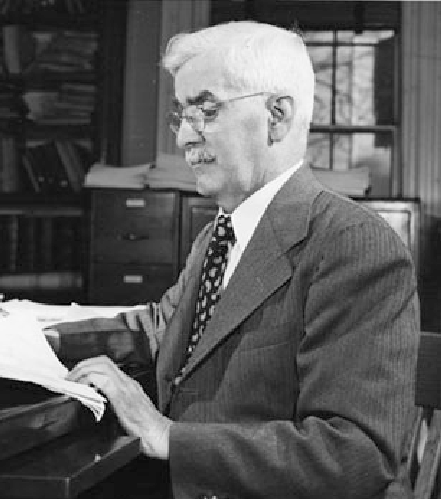
Leon Campbell

Leon Campbell (* 20. Januar 1881 in Cambridge, Massachusetts; † 10. Mai 1951 ebenda) war ein US-amerikanischer Astronom.

## Leben
Leon Campbell wurde am 20. Januar 1881 in Cambridge (Massachusetts), dem Ort, an dem sich das Harvard-College-Observatorium befindet, geboren. 1899 erhielt er dort eine Anstellung als Assistent von Oliver Wendell (1845–1912). Seine Aufgaben bestanden in den Aufnahmen von Wendells photometrischen Beobachtungen und in der Vorbereitung von deren Veröffentlichung. Nach einiger Zeit durfte er ein kleineres Teleskop für eigene Beobachtungen nutzen, ab 1905 auch das neu angeschaffte 24-Zoll-Spiegelteleskop zur Ergänzung von Wendells Arbeit. So kam Campbell zur Beobachtung veränderlicher Sterne, die den Rest seines Lebens bestimmen sollten.
Von 1911 bis 1915 leitete Campbell die südliche Harvard-Außenstelle in Arequipa (Peru). Nach seiner Rückkehr nach Cambridge arbeitete er in der aufstrebenden American Association of Variable Star Observers (AAVSO, amerikanische Vereinigung von Beobachtern veränderlicher Sterne). Er war als Nachfolger des AAVSO-Gründers William Tyler Olcott 1915 bis 1949 ihr Direktor, eine Position, die damals noch Recorder hieß, von 1918 bis 1949 im Rat der AAVSO vertreten und 1919 bis 1922 ihr Präsident. Die AAVSO hatte es sich zur Aufgabe gemacht, weltweit Beobachtungen veränderlicher Sterne zu koordinieren. 1930 wurde er von Harlow Shapley auf die Edward-Charles-Pickering-Professorenstelle berufen, die die Vollzeit-Koordination mit der AAVSO umfasste. Als ein Beispiel für Campbells Arbeit sei die von ihm erstelle Lichtkurve von Nova Geminorum 1912 für den Zeitraum von der Entdeckung der Nova am 12. März 1912 bis zum 2. Dezember 1914 erwähnt. Über 3000 Beobachtungen von 121 Beobachtern an vielen verschiedenen Standorten wurden in Handarbeit zusammengetragen, geordnet, ausgewertet, verdichtet und zu einer Lichtkurve verarbeitet. Im Verlaufe seiner Tätigkeit wurden fast eineinviertel Millionen Beobachtungen von mehr als 500 AAVSO-Mitgliedern gesammelt und veröffentlicht. Campbell war Mitautor, zusammen mit Luigi Giuseppe Jacchia, des 1941 erschienen Buches „The Story of Variable Stars“ (Die Geschichte veränderlicher Sterne).
Leon Campbell trat 1949 in den Ruhestand. Er starb am 10. Mai 1951 im Alter von siebzig Jahren.

## Ehrungen
- 1944 erhielt Campbell den AAVSO-Verdienstorden für seine Tätigkeit in der AAVSO und seinen Beiträgen zur Astronomie veränderlicher Sterne.[8]
- 1949 wurde ihm vom Harvard-College ein Master-Titel ehrenhalber verliehen.[1]
- Im Jahre 1970 benannte die Internationale Astronomische Union den Mondkrater Campbell offiziell nach Leon Campbell und nach dem US-amerikanischen Astronomen William Wallace Campbell.[9]